# Johnny Villarroel Delgadillo
Johnny Villarroel Delgadillo (5 april 1955) is een voormalig Boliviaans voetballer, die speelde als middenvelder. Hij kwam uit voor Club Jorge Wilstermann en speelde acht interlands voor Bolivia in de periode 1981-1983.